# (513004) 2017 UM45
(513004) 2017 UM45 es un asteroide perteneciente al cinturón de asteroides, descubierto el 18 de diciembre de 2009 por el equipo del Mount Lemmon Survey desde el Observatorio del Monte Lemmon, Arizona, Estados Unidos.

## Designación y nombre
Designado provisionalmente como 2017 UM45.

## Características orbitales
2017 UM45 está situado a una distancia media del Sol de 2,593 ua, pudiendo alejarse hasta 3,429 ua y acercarse hasta 1,756 ua. Su excentricidad es 0,322 y la inclinación orbital 5,768 grados. Emplea 1525,21 días en completar una órbita alrededor del Sol.

## Características físicas
La magnitud absoluta de 2017 UM45 es 16,984. 